# Albert Celades
Albert Celades i López (Barcelona, 29 de setembro de 1975) é um ex-futebolista e treinador catalão. Atualmente está sem clube.

## Carreira

### Clubes
Volante, começou em 1993, na equipe B do Barcelona, ascendendo à principal dois anos depois. No Barça, ficaria até 1999 e, após uma temporada no Celta Vigo, transferiu-se para o arquirrival Real Madrid, convivendo com os "galáticos" da equipe até 2005, quando foi para o Real Zaragoza. Conquistou dois campeonatos espanhóis em cada um dos dois grandes rivais da Espanha; no Barça, ganhou ainda uma Copa do Rei.

### Seleção Espanhola
Pela Seleção Espanhola, foi chamado para a Copa do Mundo de 1998.